# Dacia Duster
Dacia Duster är den första stadsjeepen tillverkad av den rumänska biltillverkaren Dacia, ägd av franska Renault. Den blev officiellt uppvisad den 8 december 2009, och började säljas 2010.

## Marknadsföring och produktion
Dacia Duster började säljas 2010. På vissa marknader saluförs den som Renault Duster. Förutom i Rumänien tillverkas Duster i andra fabriker, bland annat i Indien. 
När modellen lanserades fick den en hel del kritik av motorjournalisterna beträffande säkerheten, bland annat för att antisladdsystem inte ens fanns som tillval till vissa modeller och motoralternativ. 2013 gavs modellen ett ansiktslyft och då blev antisladdsystem standard i Sverige. På den uppdaterade modellen är även kylargrillen omdesignad och ljudisoleringen förbättrad. Duster finns med framhjulsdrift och med fyrhjulsdrift. Utrustad med fyrhjulsdrift har bilen fått goda omdömen för sina offroadegenskaper.

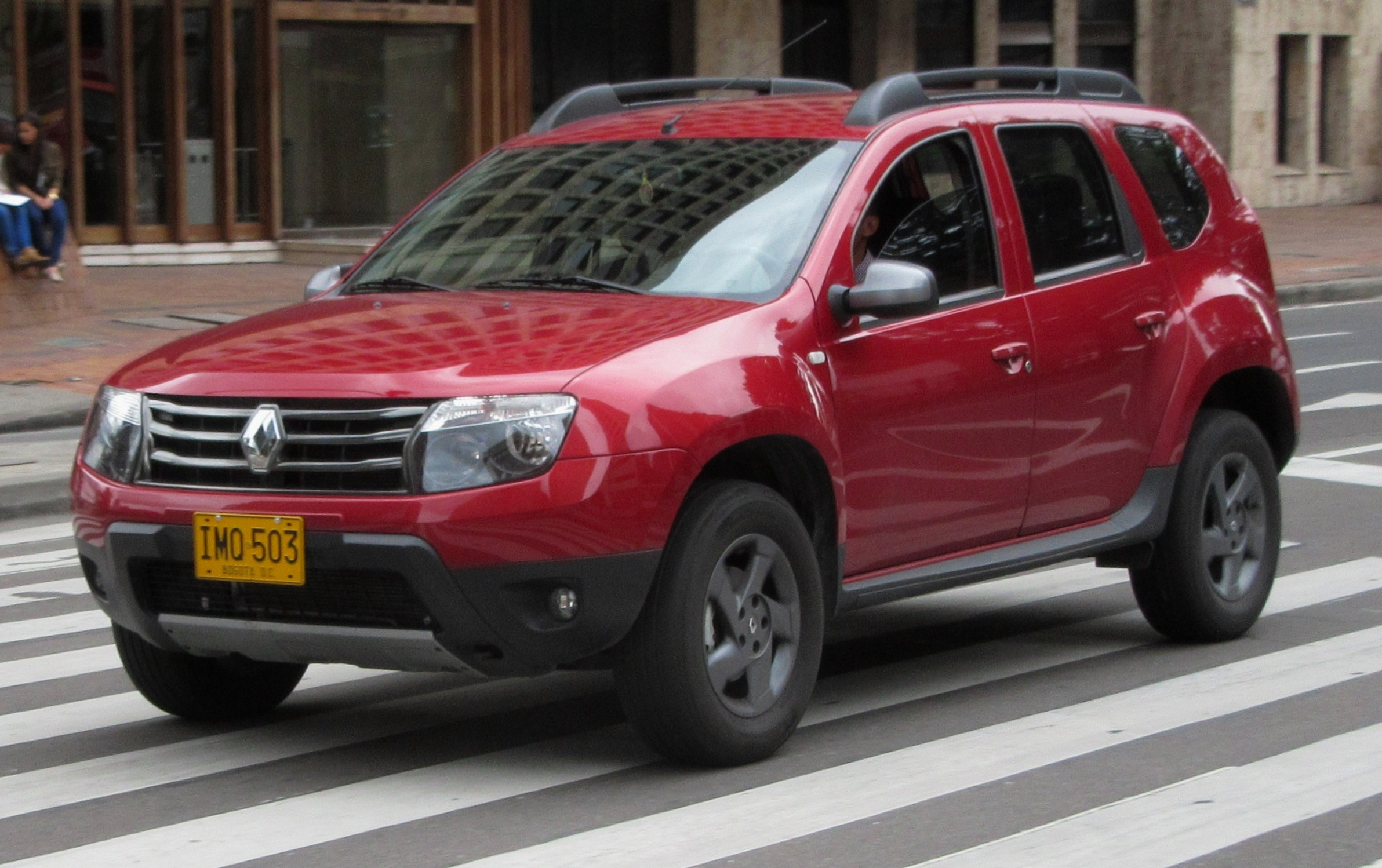
Som Renault Duster

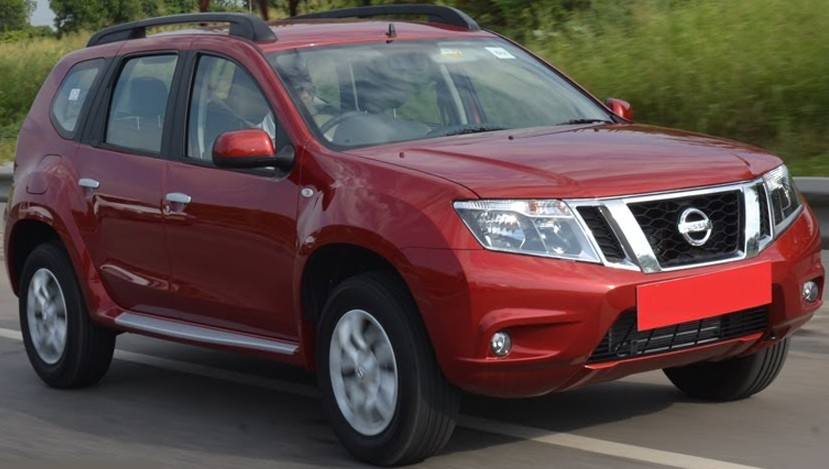
Som Nissan Terrano

I Ryssland och Indien marknadsfördes den första generatioen som Nissan Terrano.
2017 lanserades så den andra generationen och började säljas 2018.